# Anthropotomia

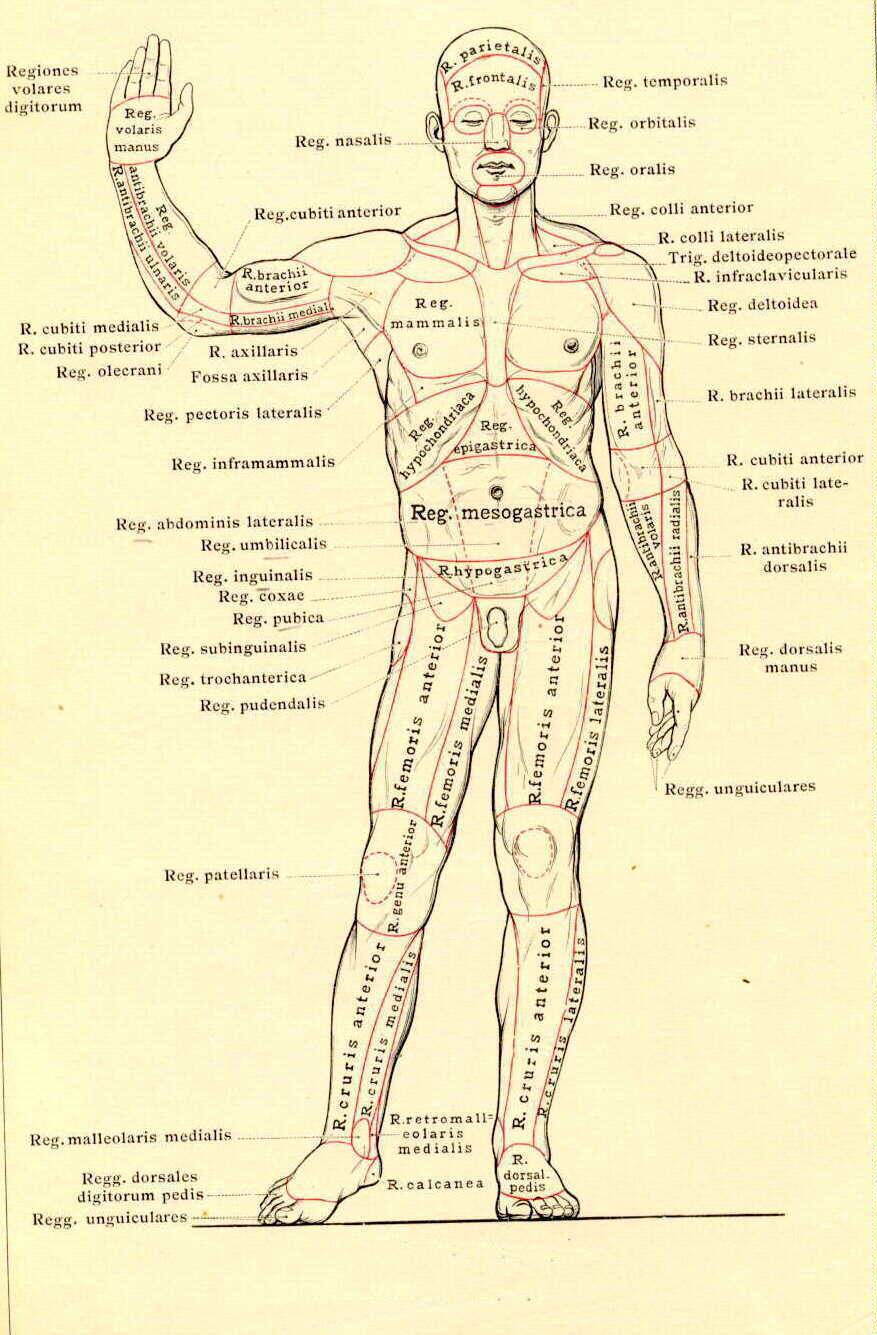
Az emberi test anatómiai régiói elölről

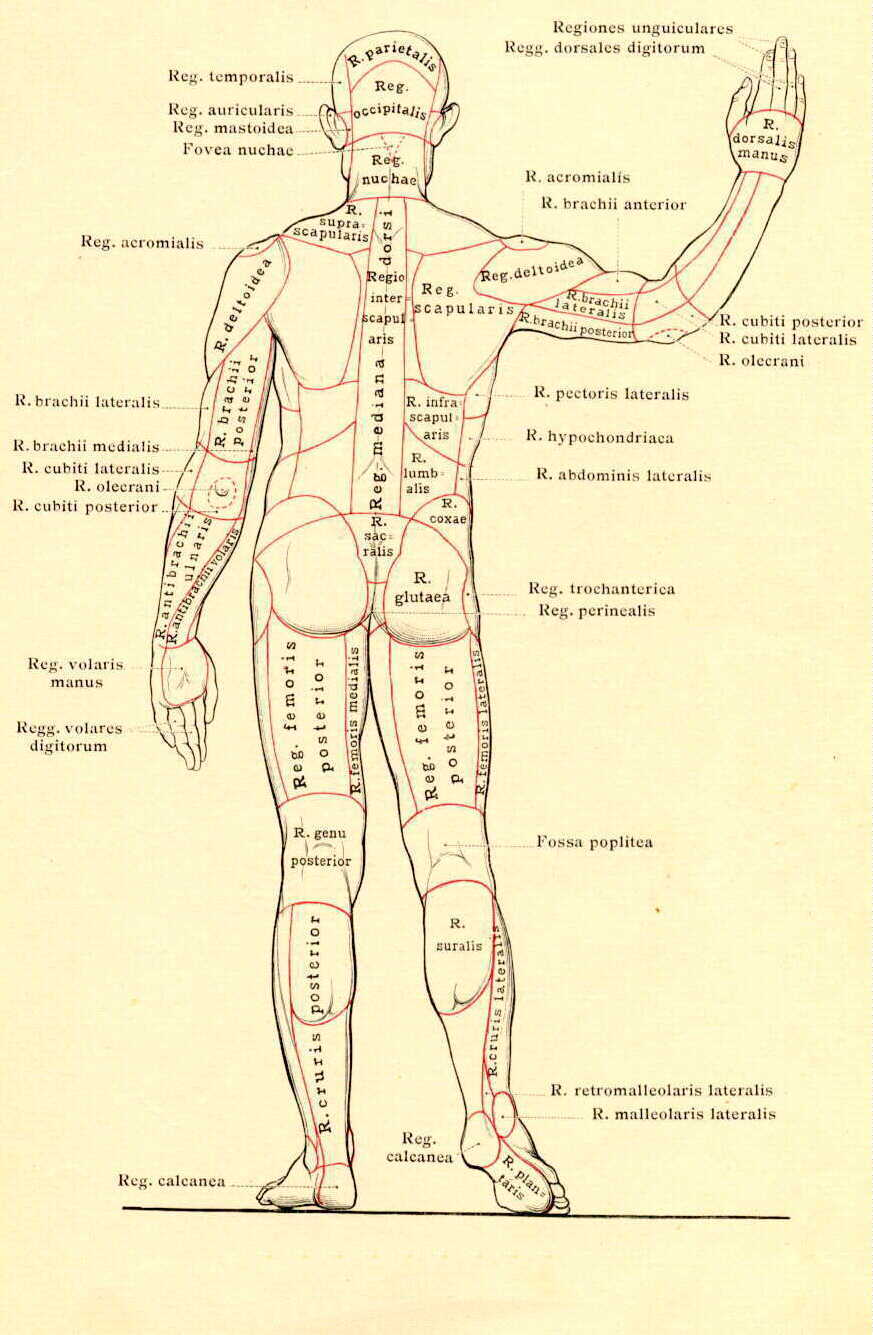
Az emberi test anatómiai régiói hátulról

Az anthropotomia az ember anatómiája. Anatómiának általában az olyan tudományt nevezzük, mely a szerves lények szerkezetét és széttaglalás (άναυμνειν, széttaglalni, boncolni) segítségével kutatja. Van állat- és növényanatómia (zootómia és fitotómia); az előbbihez csatlakozik a humán-anatómia vagy anthropotomia. Az ember-anatómia minden gyakorlati alkalmazástól függetlenül önálló, nagy fontosságú ága a leíró természettudománynak. Az ember a legmagasabbrendű szerves lény s egyúttal a legpontosabban átvizsgált magasabb szervezet. De az anatómia a gyógyító tudományhoz való szorosabb viszonya miatt egyúttal alapvető tárgya az orvosi tanulmányoknak, mert az orvostudomány minden ágához feltétlenül szükséges az emberi test szerkezetének alapos ismerete. Az anatómia csak az ép szervezet leírásával foglalkozik (anatomia normalis); a szervezetnek a betegségek okozta elváltozásait a kórbonctan (anatomia pathologica) ismerteti.
Az anatómia tulajdonképpeni feladata az élő emberi szervezet felépítésének a kutatása és ismertetése volna. Ennek a célnak a megvalósítása lehetetlenség; csak a külső testidomot tanulmányozhatjuk nagyrészt az élő emberen, a többi vizsgálatához a holttestre szorulunk. Csak a sebésznek, a radiológusnak és más képalkotó eljárást végző orvosoknak van alkalma bepillantani az élő szervezet belsejébe.

## Az anatómia felosztása
Az anatómia makroszkopikus és mikroszkopikus részre oszlik. A határ közöttük nem elvi: csak látóerőnk korlátozottsága szabja meg. A kettő voltaképpen egymásba átfolyó, egységes ismeretkör. Az erek és idegek elágazódása pl. részben a makroszkopikus anatómia körébe tartozik, bizonyos ponton túl pedig már a mikroszkopikus anatómiáéba. A mikroszkópos elemek mennyisége, nagysága, minősége, elrendeződése szabja meg a makroszkópos idomot és egyéb viselkedést is, s az utóbbi csak a mikroszkópi viszonyokból érthető meg igazán. De a vizsgálati módszerek különbözősége a gyakorlatban mégis két külön tudományággá bélyegzi a kettőt: a mikroszkópi anatómiát szövettannak (hisztológia, histologia) is nevezzük.
Az anatómia csak egyik ága a morfológiai tudománykörnek (μοςφή, alak); egy másik ága a fejlődéstan (embriológia, embriologia), egy további az összehasonlító anatómia (komparatív anatómia), mely az ember szervezetét az állatokéval és az állatokét egymással veti egybe. Ide tartozik még, mint az emberi anatómiának kiegészítő része, a fizikai antropológia; ez főképp a népfajok és a történelem előtti (praehistorikus) ember anatómiájával, továbbá az embernek a hozzá legközelebb álló állatokkal való tüzetes összehasonlításával foglalkozik. Mindezek leíró, deszkriptív tudományok.
A rendszeres anatómia (anatomia systematica) az emberi szervezet alkotórészeit egyneműségük és hasonlóságuk szerint csoportosítva ismerteti. Külön szól a csontokról (oszteológia, osteologia), ezek összeköttetéseiről (syndesmologia), az izmokról (miológia, myologia), az erekről (angiológia, angiologia), a test belső üregeiben lévő zsigerekről (splanchnologia), az idegrendszerről (neurológia, neurologia]) és az érzékszervekről (aesthesiologia). Ezzel szemben a tájanatómia (anatomia topographica) a test külalakjának tagolódását veszi alapul s az egyes testrészeket is tájékokra (regionis) osztva ismerteti, különös figyelemmel az egyes alkotórészeknek egymáshoz való térbeli (topographiai) viszonyára. Ha tárgyalásába bőven szövi be a tájanatómiai viszonyok kapcsán felvetődő orvosi vonatkozásokat, alkalmazott anatómiává, illetőleg sebészi anatómiává (anatomia chirurgica) lesz. Az élő emberi test külső idomával nyugvó állapotban és mozgáskor egészen különleges szempontból foglalkozik a művészi vagy plasztikai anatómia.

## Szakirodalom
- Toldt: Anatomischer Atlas (1901)
- Regéczy-Toldt: Az ember anatómiája (Oktatási anyag Debreceni Egyetem Általános Orvostudományi Kar 1993)